# Rue de Lutèce
Pour les articles homonymes, voir Rue de Constantine.
La rue de Lutèce est une large artère piétonne de l’île de la Cité, au centre de Paris, dans le 4e arrondissement.

## Situation et accès
Elle est bordée au nord par le tribunal de commerce de Paris et par le marché aux fleurs et aux oiseaux de Paris, et au sud par la préfecture de police.

## Origine du nom
Elle porte le nom de « Lutèce », nom que portait Paris lorsqu'il était compris dans les limites de l'île de la Cité. 

## Historique
En 1784, Louis XVI, à la demande d'Antoine-Louis Lefebvre de Caumartin, prévôt des marchands de Paris, autorise le percement d'une place semi-circulaire devant la cour du Mai du Palais de Justice et une rue nouvelle percée jusqu'à la rue de la Juiverie (partie de l'actuelle rue de la Cité), en conformité avec les plans établis par l'architecte Pierre Desmaisons. La rue doit se substituer à la rue de la Vieille-Draperie. La place du Palais-de-Justice est créée, mais la rue de la Vieille-Draperie n'est élargie et redressée qu'entre la rue de la Barillerie (actuellement boulevard du Palais) et la rue Saint-Ḗloi (aujourd'hui disparue, elle se trouvait à l'emplacement de la préfecture de police),.
La rue fut construite sur une ancienne voie appelée « passage de la Madeleine » ouverte en 1794 sur l’emplacement de l’église de la Madeleine, détruite en 1793.
Une décision ministérielle de Jean-Antoine Chaptal, signée le 13 brumaire an X (4 novembre 1801), entérine le projet de prolongement jusqu'au pont de la Cité (pont Saint-Louis). Mais le projet n'est pas réalisé. Toutefois une ordonnance royale du 15 juin 1838 déclare d'utilité publique le percement d'une rue entre le Palais de Justice et la rue d'Arcole. Cette nouvelle voie, large de 13,50 m, est nommée « rue de Constantine » (à ne pas confondre avec l'actuelle rue de Constantine) pour perpétuer le souvenir de la prise de Constantine le 13 octobre 1837.
Dans les années 1860, la rue est considérablement élargie dans le cadre des transformations de Paris sous le Second Empire et prend sa physionomie actuelle. De 1860 à 1865, le tribunal de commerce de Paris est construit au nord de la rue. En 1865, une décision d'alignement est prise de chaque côté de la rue. Au sud est construite la caserne de la Cité entre 1863 et 1867. Devenue « avenue de Constantine », elle est raccourcie par la construction, de 1864 à 1876, de l'Hôtel-Dieu entre la rue de la Cité et la rue d'Arcole.
Elle est rebaptisée « rue de Lutèce » par arrêté du 23 octobre 1880.

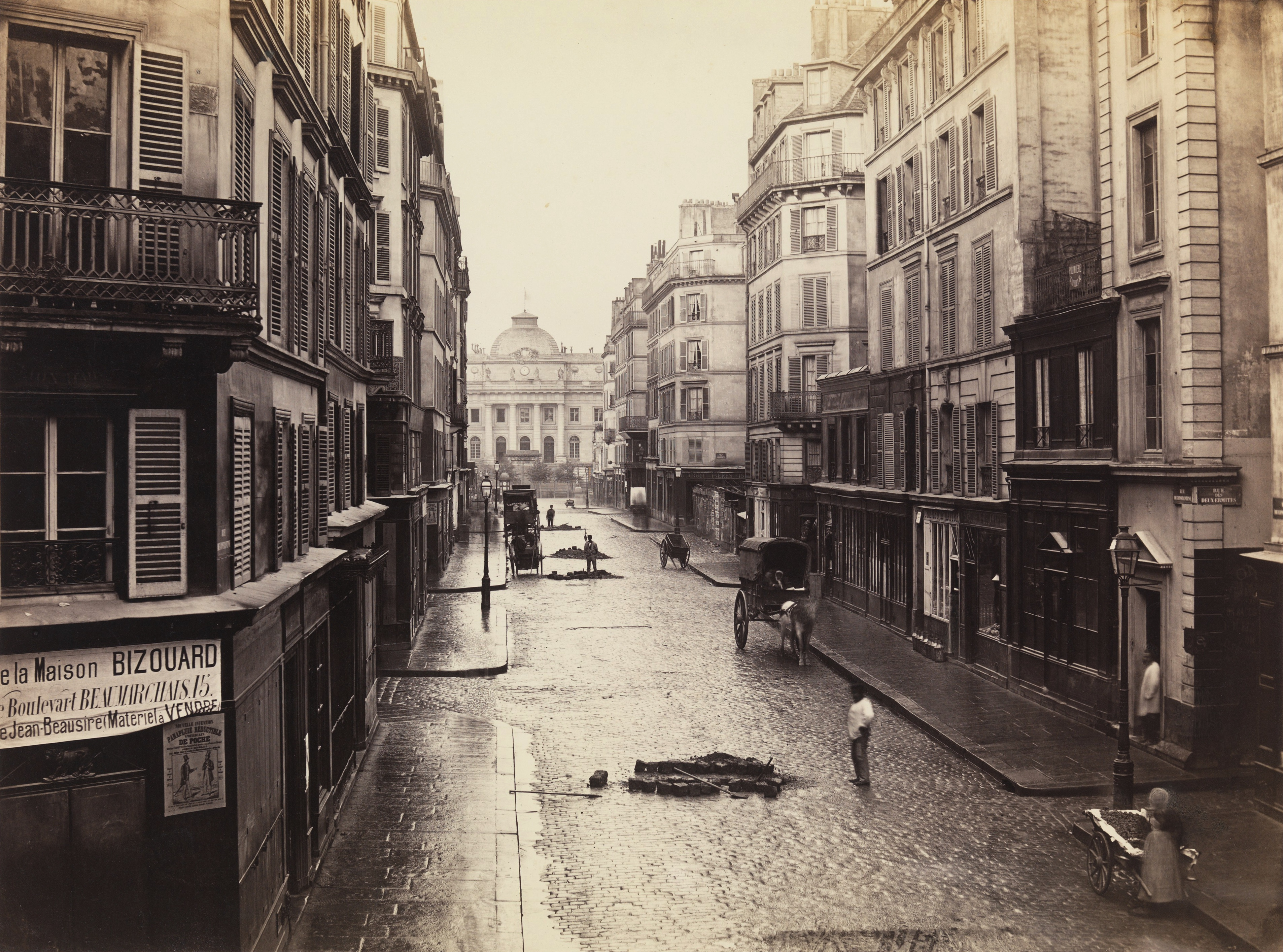
La rue photographiée par Charles Marville vers 1855.
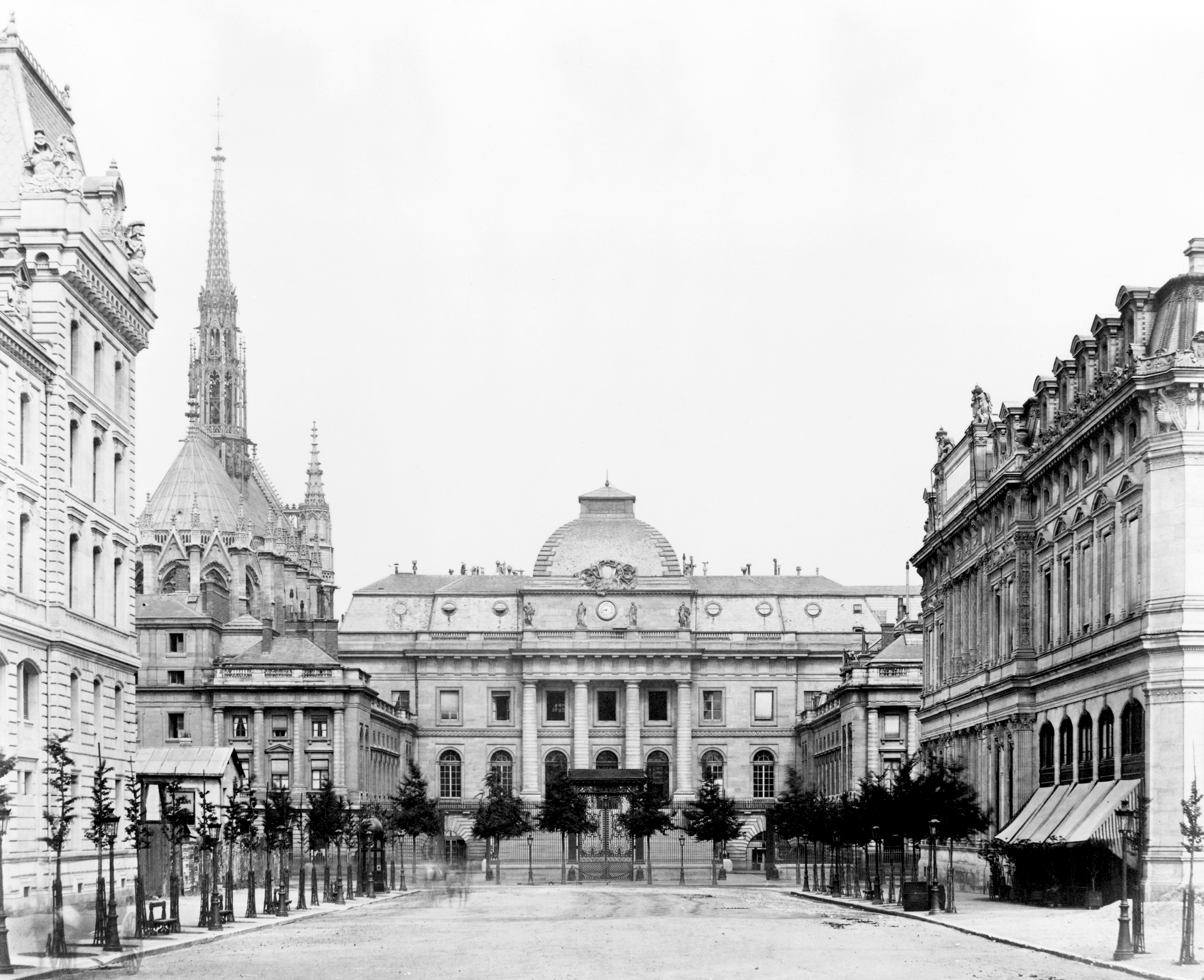
La rue photographiée par Édouard Baldus après 1865.

## Bâtiments remarquables et lieux de mémoire
- No 3 : ancien emplacement des bureaux de la Gazette du Palais. Ancien siège de la brigade de répression du proxénétisme[4].
- Place Louis-Lépine et marché aux fleurs.

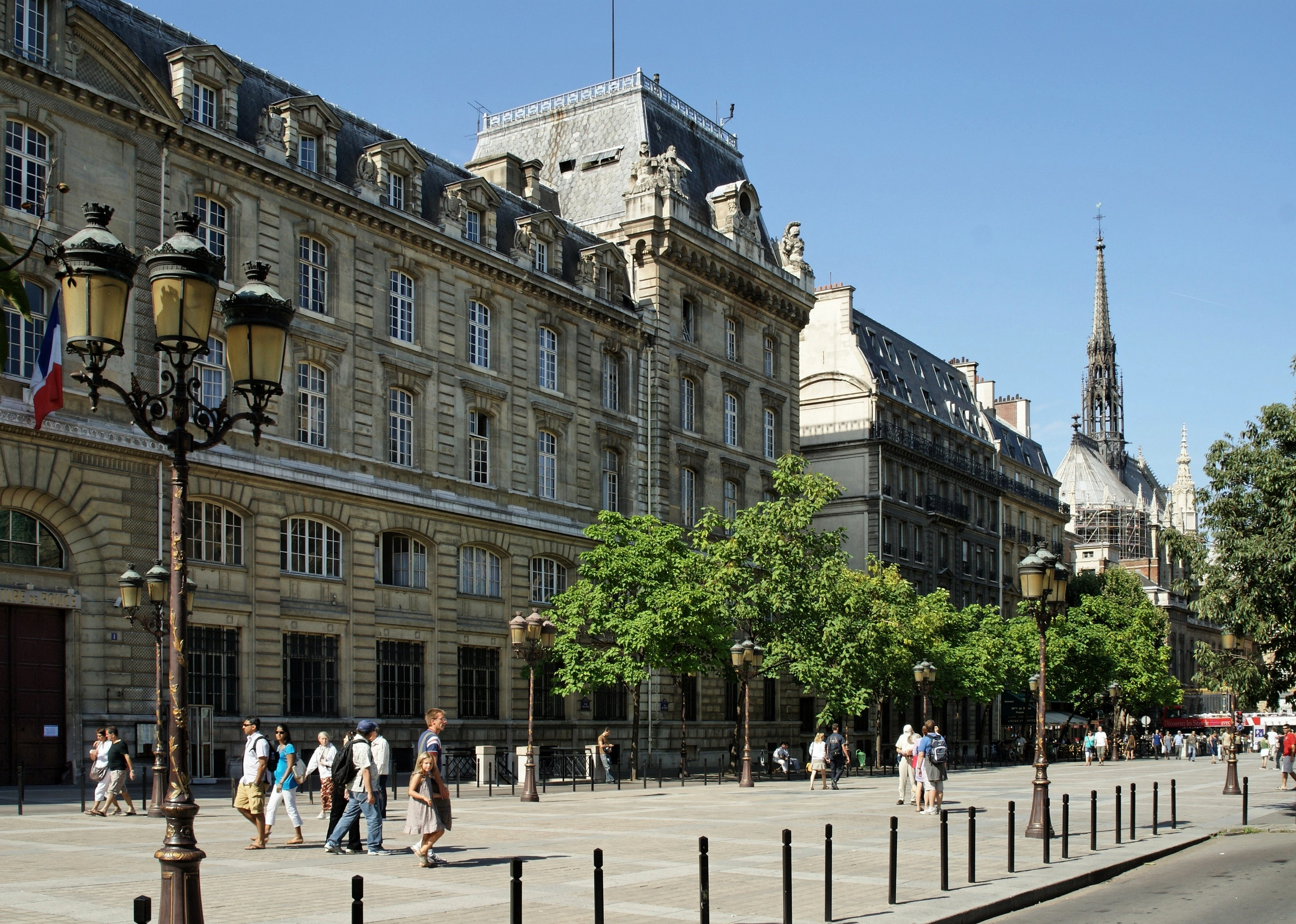
Façade de la préfecture de police sur la rue de Lutèce en 2009.
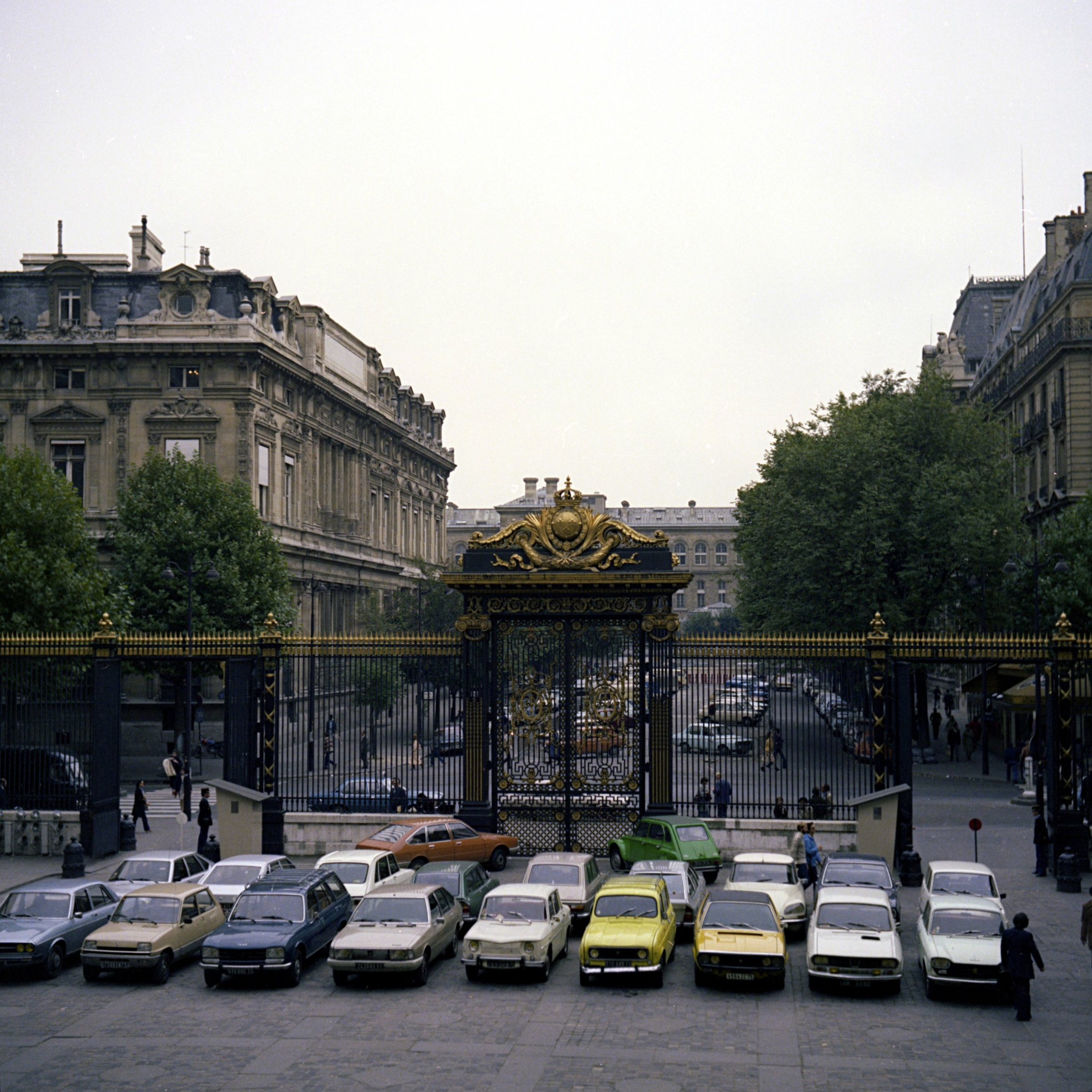
La rue de Lutèce depuis la cour du Mai du palais de Justice en 1978.
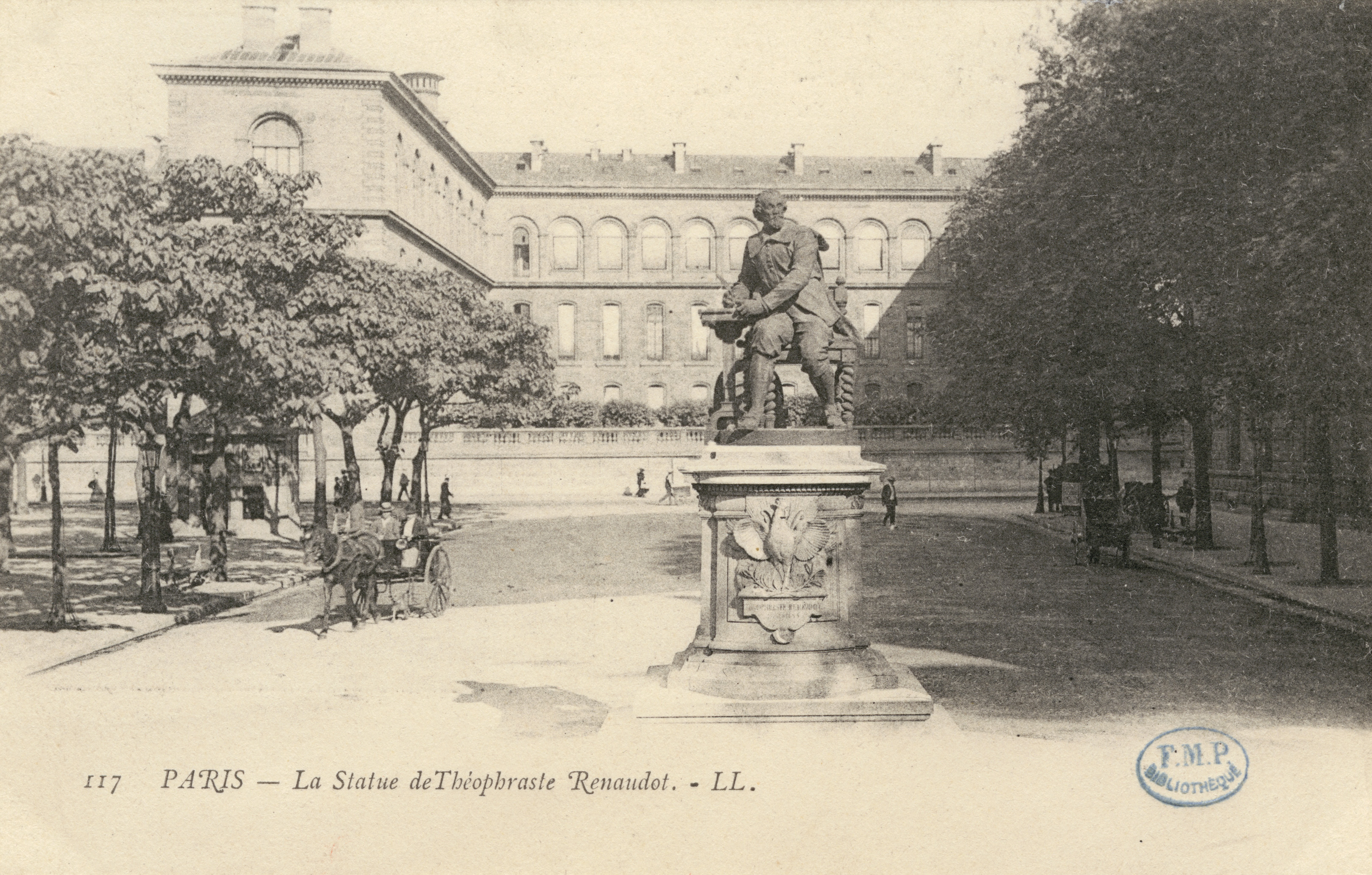
Statue de Théophraste Renaudot, œuvre d'Alfred Boucher. Inaugurée en 1893, elle est fondue en 1942.

Lors des travaux du métropolitain, en 1906, une construction romaine avec hypocaustes a été découverte près de la façade septentrionale de la caserne de la Cité.